# Wittmannsgereuth
Wittmannsgereuth ist eine Ortslage im Ortsteil Saalfelder Höhe der Stadt Saalfeld/Saale im Landkreis Saalfeld-Rudolstadt in Thüringen.

## Lage
Der kleine Ort Wittmannsgereuth liegt südwestlich von Saalfeld/Saale. Er liegt auf ca. 600 m. ü. NN und hat 96 Einwohner.

## Geschichte
Wittmannsgereuth wurde im Jahr 1337 erstmals urkundlich erwähnt. Neben der Landwirtschaft wurde ab dem 18. Jahrhundert die Eisenerzgewinnung zum hauptsächlichen Erwerbszweig. Spuren des Erzbergbaus sind auf dem Eisenberg noch heute erkennbar. Für die Maxhütte Unterwellenborn ist die Grube Wittmannsgereuth bis in das 20. Jahrhundert der wichtigste Rohstofflieferant gewesen.
Von 1991 bis 1996 gehörte der Ort der Verwaltungsgemeinschaft Saalfelder Höhe an. Mit Umwandlung dieser in die Einheitsgemeinde Saalfelder Höhe am 1. Januar 1997 wurde auch Wittmannsgereuth ein Ortsteil dieser Einheitsgemeinde. Diese wurde am 6. Juli 2018 nach Saalfeld eingemeindet.

## Freizeit und Natur
An Freizeitgestaltungsmöglichkeiten gibt es unter anderem einen Bolzplatz, eine Gaststätte und das Hotel „Mellestollen“.
Der Fledermausstollen Wittmannsgereuth ist ein Rückzugsgebiet für die vom Aussterben bedrohte Fledermausart Kleine Hufeisennase.
Nahe dem Waldhotel-Restaurant „Mellestollen“ befindet sich das Besucherbergwerk Mellestollen mit einem Bergbaulehrpfad. Besichtigungstermine sind über das Hotel zu vereinbaren.